# Itaque
Itaque, o Cazar (em árabe: إيتاخ الخزري; romaniz.: Itakh/Itaq al-Khazari; m. 849) foi um eminente comandante do exército turco do califa abássida Almotácime (r. 833–842). 

## História
Como sugere o seu nome, Itaque era de origem cazar e acredita-se que tenha trabalhado como cozinheiro antes de ter sido comprado por Almotácime em algum momento antes de 819. Ganhou influência e se tornou um dos comandantes mais seniores da guarda "turca" (gulam) do califa, participando de diversas campanhas e do Saque de Amório. Também foi nomeado governador do Egito e, posteriormente, ascendeu até a importante posição de hijabe ("camareiro"), um dos mais poderosos da corte. Durante o califado de Mutavaquil (r. 847–861), o poder de Itaque sobre o exército em Samarra se tornou uma ameaça à autoridade do califa que, por isso, discretamente ordenou que fosse assassinado em 849.